# 拉丁门前圣若望圣殿
拉丁门前圣若望圣殿（義大利語：San Giovanni a Porta Latina）是意大利罗马的一座宗座圣殿，靠近奥勒良城墙与拉丁道交汇处的拉丁門。

## 历史
据特土良引用耶柔米，在92年，圣史若望被罗马皇帝图密善浸在沸腾的油中，却幸存下来，他后来被流放到拔摩岛。传统上据说此事件发生在拉丁门（位于罗马城墙的南部）。据说附近的圣若望小堂就在这个地方。罗马殉道圣人录中提到这个事件，自公元七世纪开始举行庆祝活动。罗马瞻礼单上的一个庆日庆祝这一事件，直到1960年教宗若望二十三世取消了大多数圣人的第二个庆日。
传统认为拉丁门前圣若望圣殿建于教宗哲拉修一世（492年－496年在位教宗）在位期间。这与最古老的屋顶瓦片是一致的，这些屋顶瓦片上有東哥德人意大利国王和统治者狄奧多里克大帝（493年－526年在位）的税印印记。其中一个古代屋顶瓦片现在圣殿用作讲台。

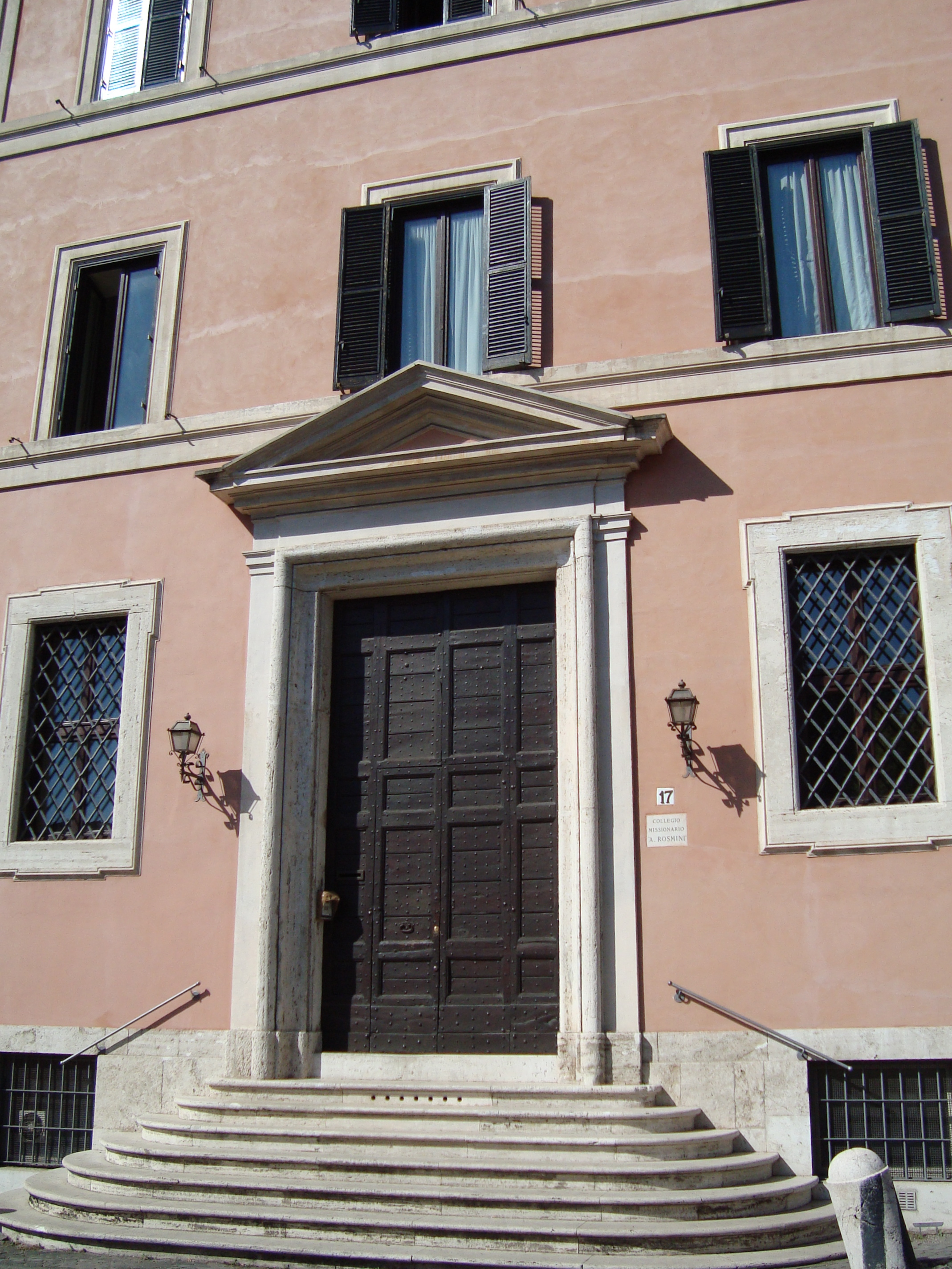

在8世纪，教宗哈德良一世修复该堂，后来又增加了钟楼和门廊，在12世纪末，教宗雷定三世重新修复了圣殿。在16和17世纪，内部增加了巴洛克天花板和其他巴洛克特征。在1940年至1941年间，巴洛克风格的特征被删除，该堂恢复了原始的简单。最后一次翻修是由罗斯米尼修会神父进行的。他们在1938年获得圣殿和附近建筑，在那里他们开设了安东尼奥罗斯米尼传教学院，是他们的国际学习中心。

该堂以举办西欧最早见于记载的同性婚礼之一而著称。16世纪法国哲学家和着名散文家米歇爾·德·蒙田在他的日记中写道，
在同一天[1581年3月18日] [圣周] 在拉丁门前圣若望堂，几年前，某些葡萄牙人进入了一种奇怪的兄弟情谊。他们互相结婚，男人与男人，在弥撒中，与我们结婚的仪式相同，阅读相同的婚姻福音服务，然后上床睡觉，共同生活。

## 说明
圣殿的正门位于一个小广场的前面，小广场上有一棵百年历史的雪松和一口8世纪的古井。从教宗哈德良一世时代开始，井口周围有一行拉丁文：「IN NOMINE PAT[RIS] ET FILII ET SPI[RITUS SANT]I」（“以父，子，圣灵的名义”）；并引用先知以赛亚的一句话：「OMN[E]S SITIE[NTES VENITE AD AQUAS]」（“所有口渴的人都来喝水”），以及雕刻师的名字：「EGO STEFANUS」（“我斯蒂芬”）。 
圣殿的门廊由四根古典柱子（每根使用不同的大理石）支撑，形成五个拱门。正门上镶嵌着红色和绿色斑岩的简单马赛克。
圣殿的内部分为三个中殿，由两排构成半圆拱门的柱子分隔。最靠近圣所的两根柱子是白色大理石，深凹槽。其他柱子是各种类型的大理石和花岗岩，爱奥尼亚柱式。中殿终止于半六边形后殿。后殿的三个侧面中的每一个都开一个大窗户，里面充满了蜂蜜色的玛瑙。
占据中央窗户壁架的是木雕耶稣被钉十字架的场景，包括圣史若望和圣母玛利亚。在祭坛前面是哥斯马特式风格的马赛克路面。红色和绿色斑岩的几何图案，白色大理石框架，被认为是在12世纪之前创建的。祭台前面的台阶上，标有古代的领衔堂区称号，在1940年翻修过程中发现。 
在1913年至1915年间，修复了正祭台上方壁画。随后，另一项沿着中殿的研究，揭示了全套中世纪壁画的存在。这些壁画在1940年至1941年修复完成。中殿装饰着约50个场景，描绘旧约和新约，从创世纪到新耶路撒冷。壁画由几位艺术家在一位大师的指导下执行。